# Holumnica
Holumnica (in ungherese Hollólomnic, in tedesco Hollomnitz) è un comune della Slovacchia facente parte del distretto di Kežmarok, nella regione di Prešov.